# Marcus Vinicius Vieira de Sousa
Marcus Vinicius Vieira de Sousa, meglio noto come Marquinhos (Rio de Janeiro, 31 maggio 1984), è un cestista brasiliano.
È alto 2,07 m e gioca nel ruolo di ala.

## Carriera
È stato selezionato dai New Orleans Hornets al secondo giro del Draft NBA 2006 (43ª scelta assoluta).
Nel corso della stagione 2009-2010 con la maglia di Montegranaro colleziona 31 presenze in campionato realizzando 11,3 punti per partita con il 40,3% dall'arco dei tre punti.
Con il Brasile ha disputato due edizioni dei Giochi olimpici (Londra 2012, Rio de Janeiro 2016), tre dei Campionati mondiali (2010, 2014, 2019) e tre dei Campionati americani (2007, 2011, 2015).

## Palmarès
- Coppa Intercontinentale: 1

Flamengo: 2014
- Basketball Champions League Americas: 1

Flamengo: 2021
- FIBA Americas League: 1

Flamengo: 2014
- Novo Basquete Brasil: 6

Flamengo: 2013, 2014, 2015, 2016, 2019, 2021
- Super 8 Cup: 2

Flamengo: 2018, 2020-21
- Campionato carioca: 2

Flamengo: 2012, 2020
- Campionato paulista: 2

Pinheiros: 2010, 2011